# Tipula biavicularia
Tipula biavicularia är en tvåvingeart som beskrevs av Alexander 1965. Tipula biavicularia ingår i släktet Tipula och familjen storharkrankar. Inga underarter finns listade i Catalogue of Life.